# Verbum nobile
Verbum nobile (lat., Das Ehrenwort) ist eine komische Oper in einem Akt von Stanisław Moniuszko mit einem Libretto von Jan Chęciński.

## Handlung
Gedenktag der Hl. Susanna vor dem Łagoda-Haus
Frondienstliche Bauern versammeln sich unter der Führung Bartłomiejs am 11. August vor dem Haus ihres Grundherrn und gratulieren dessen charmanter Tochter Zuzia Łagoda zum Namenstag. Nach einem alten, bäuerlichen Sprichwort feiern Polen traditionell Geburtstage im engsten Familienkreis und Namenstage darüber hinaus mit allen anderen. Ihr Vater und Herr, von der Aktion sichtlich beeindruckt, lädt die Bewohner zu einem üppigen Festmahl ein. Während der Vorbereitungen zum Festmahl erkennt er den tieferen Sinn für Bartłomiejs Gemeindeaktion: Sie ist von seinem Adelsbruder Marcin Pakuła initiiert worden, um dessen Sohn und Kämmerer Michał aus dem Łagoda-Haus wieder zu sich nach Hause zu holen.
Michał, von seinem Vater und Herrn vor einigen Wochen mit einem Dokument losgeschickt, hatte sich in der Dorfkirche auf den ersten Blick in ein Mädchen verliebt, das Zuzia heißt. Ihm war schnell klar, dass er zum ersten Mal jene Zuzia sieht, der er seit vielen Jahren durch das Ehrenwort (lat. Verbum nobile) ihrer beiden Väter versprochen ist. Der Zufall wollte es, dass seine Kalesche mit ihrer Kutsche kollidierte, er sich den Arm verrenkte und von Zuzias Familie zur Rehabilitation aufgenommen wurde. Zuzia pflegt ihn seitdem und entwickelt Gefühle für den fremden Jüngling, der sich ihrer Familie in guter Absicht als Stanisław ausgibt. Beide zögern insgeheim seine Genesung hinaus, damit sie sich nicht verlieren. Doch Bartłomiej hatte über alles gewacht und den Vater regelmäßig informiert.
Der Versuch Bartłomiejs, Stanisław (Michał) wieder nach Hause zu holen, scheitert. Bartłomiej wird fort geschickt und die frisch Verliebten gestehen sich ihre Liebe. Gott, der barmherzig ist in Herzensangelegenheiten, führe sie zum Altar. Pan Serwacy versteht seine Tochter, muss sie aber an sein Ehrenwort gegenüber Marcin Pakuła erinnern, durch das ihre Vermählung weiter weg sei als ihr Grab. Das Ehrenwort eines Kleinadligen könne nicht gebrochen werden, weil es eine heilige Sache sei. Wer sein Ehrenwort bricht, ist nicht wert, ein Pole genannt zu werden. Das wissen alle. Die Situation scheint aussichtslos und es kommt zu einem neuen Ehrenwort Serwacys: Stanisław wird niemals Zuzias Ehemann werden. Schweren Herzens verabschiedet sich
Stanisław (Michał) mit dem Bekenntnis, Zuzia immer zu lieben. Die ahnungslose Zuzia stirbt beinahe vor Liebeskummer (Nr. 7 Dumka Jak tu ująć żal na wodze...) und verzweifelt, als Marcin Pakuła zur Gratulation zum Namenstag auftritt und ihr gegenüber bekräftigt, dass sie kraft seines Ehrenwortes und des Ehrenwortes ihres Vaters definitiv die Ehefrau seines Sohnes Michał werde.
Vor dem Hintergrund der tiefen Verzweiflung seiner Tochter versucht ihr Vater durch rationales Denken alle den Fortschritt behindernden Strukturen zu überwinden: Er bricht sein Ehrenwort und bekennt „Michał kann nicht ihr Ehemann werden“. Im letzten Moment erlöst Zuzia ihren Vater und klärt alle auf, dass keines der gegebenen Ehrenwörter gebrochen werden müsse, weil ihr geliebter Stanisław in Wahrheit Michał ist. Es kommt zum fröhlichen Opernfinale während der Hochzeit der beiden.

## Gestaltung

### Musik
Moniuszkos Verbum nobile spiegelt musikalisch und dramaturgisch, was die Polen im 19. Jahrhundert durchweg fühlten. Die niederdrückende Realität, dass die eigene Nation von der Landkarte Europas verschwunden war (siehe Teilungen Polens) und der Begriff „Polen“ eher ein Idealbegriff, statt eine politische Tatsache war, diese Realität führte dazu, dass nationale Identität nur in künstlerischen Ideen Ausdruck fand. Die Musik Moniuszkos befriedigte die Bedürfnisse des polnischen Publikums. Sie erinnert an die polnische Volksmusik, bewegte und berührte den patriotischen Geist, brachte politische Anspielungen und beflügelte den Geist allgemein. Mit Verbum nobile präsentiert er musikalisch und dramaturgisch das Bild einer ländlichen Idylle um ein polnisches Herrenhaus und eine wichtige, mit der Tradition des polnischen Landadels verbundene moralische Botschaft als seltsame Religiosität.

### Libretto
Das Libretto von Jan Chęciński ist in einem Akt konzipiert. Die Beziehungen der Operncharaktere ähneln sehr denen der Aufklärungsliteratur nach der Konföderation von Bar (1768–1772). Folglich spielt die Oper so etwa um 1770, als „die Aufgeklärten“ die Kultur der Szlachta bändigte und damit die nationale Identität der Polen zerstörte. Das triumphale Opernfinale zugunsten der „Aufgeklärten“ und der Szlachta-Kultur ist somit kein Wunder. Die dramaturgische Spannung, entstanden durch die verdeckte Identität des jungen Michał Pakuła, verwendet Chęciński also, um jedermann eine harmlose Lektion zu erteilen: nämlich dass Aufklärung und Szlachta-Kultur mit Gottes Hilfe vereinbar sind.

## Geschichte

### Entstehung
Stanisław Moniuszko, der seit 1858 die Funktion des Warschauer Operndirektors verrichtete, brauchte um 1860 ein eigenes Bühnenwerk, das ihn beim Warschauer Publikum als Komponist etablierte. Folglich ist Verbum nobile eine einaktige komische Oper, die vom Stoff her leicht zugänglich und an einem Opernabend gut mit anderen Bühnenwerken oder deren Fragmenten kombinierbar ist. Sie enthält auch nationale Motive, wie dies bei den seit Karol Kurpiński im Teatr Wielki Warschau präsentierten Opern üblich war. So ist kein Wunder, dass sich Moniuszkos Meisterwerke einer überwältigenden Popularität erfreuten und Einfluss auf die Zunahme der Theateraufführungen dort hatten, ohne dass diese notwendigerweise eine Affinität zum dominanten italienischen Opernrepertoire besaßen.

### Rezeption
Nach der Premiere von Verbum nobile schrieb der Warschauer Musikkritiker Józef Sikorski:
„So etwas Gutes wie diese Oper gab es schon lange nicht mehr auf dieser Bühne. […] Die Volkszugehörigkeit unserer Vorfahren war nicht ein einziges Mal Gegenstand der Dramen und Romane, wurde aber meistens falsch wiedergegeben, missbraucht, verunstaltet – das ist der Hauptgedanke des Dramas, die Unbeholfenheit bei der Form. Verbum nobile ist wahrscheinlich das erste Drama, in dem all diese Fehler vermieden wurden. […] Es ist in gewisser Weise ein perfekt dramatisiertes Gattungsbild.“ Das Volk teilte diese Meinung und schloss Moniuszkos Meisterwerk ins Herz. Die Kritik Sikorskis zeigt auch die Hauptströmungen der Operninterpretation „als ein idyllisches, warmes Gattungsbild“. Zweifellos war Chęcińskis und Moniuszkos Absicht, auf die gute Tradition der Adelsrepublik zu verweisen, obwohl der Titel Verbum nobile schon als ein Motiv in Karol Kurpińskis einaktiger Oper Leśniczy z Kazienickiej Puszczy (Uraufführung am 28. Oktober 1821 im Warschauer Teatr Wielki) erschien.
Chęcińskis und Moniuszkos Verbum nobile wurde jedoch zum völlig falschen Zeitpunkt veröffentlicht: Anfang 1861 gab es in Warschau zahlreiche Unruhen und Demonstrationen gegen die russische Fremdherrschaft. Nach dem Tod von fünf polnischen Demonstranten wurde im Februar 1861 die nationale Trauer ausgerufen, welche die Verbannung der Polen aus sämtlichen Theatern zur Folge hatte. Die russischen Besatzer führten das Kriegsrecht ein, und ihre Soldaten quartierten sich in den Theatern ein. All das erlaubte es Verbum nobile gar nicht erst zu Leben zu kommen.
Auch in Paris interessierten sich zu wenige für Moniuszkos Meisterwerk. So gab es nach der Warschauer Premiere nur vereinzelte Aufführungen in Krakau (1867), Lviv (1872), Posen (1880), Bytom (1920) und Katowice (1927) sowie außerhalb Polens in Philadelphia (1929) und New York (1946).
Nach dem Zweiten Weltkrieg wurde die Oper in den großen Kulturstädten der Volksrepublik Polen vergleichsweise häufig produziert. Trotzdem fand das Meisterwerk bis in die letzten Jahre hinein kaum Aufmerksamkeit. Nach der in der Schlossoper Szczecin präsentierten Halbbühnenversion 2003 und 2005 als Teil des „Vivat Moniuszko!“-Festivals unter Warcisław Kunc wurde die Oper lediglich einmal im Teatr Wielki Warschau unter dem englischen Titel The Oath (Das Ehrenwort) gespielt.

## Diskographie
- Robert Satanowski (Dirigent): Verbum nobile: mit Kitzewetter, Pakulska, Kondella, Czekay, Kmiciewicz. Chor & Orchester des Teatr Wielki in Posen. LP Polskie Nagrania Muza SXL 0145, 1969 (im Jahr 1993 auch als CD erschienen)
- Robert Satanowski (Dirigent): Verbum nobile: mit Kitzewetter, Pakulska, Kondella, Czekay, Kmiciewicz. Chor & Orchester des Teatr Wielki in Posen. CD Wilk-Record WR 141, 1999
- Warcisław Kunc (Dirigent): Verbum nobile: mit Teliga, Buczek, Skrla, Partyka, Lewandowski, Chor & Orchester der Schlossoper Szczecin. CD DUX Records DUX 0783, 2012